# Aeródromo Lago Enigma
El aeródromo Lago Enigma (en inglés: Enigma Lake Skiway) es un aeródromo de hielo de la Antártida operado por la ENEA del Programa Nacional de Investigaciones en la Antártida de Italia. Sirve a la base Mario Zucchelli, ubicada a 2.9 km al noreste y sobre la costa de la bahía Terra Nova. El aeródromo se localiza sobre el lago Enigma, en la costa Scott de la Tierra de Victoria, a 250 metros sobre el nivel del mar.  
El Enigma es un pequeño lago (1000 m x 450 m) ubicado en la línea de colinas costeras conocida como estribaciones del Norte, entre el glaciar Boulderclay y la ensenada de Gerlache. Está permanentemente cubierto por el hielo y el monte Abbott se encuentra a 5 km al oeste. 
La pista de hielo es utilizada por Italia desde 2005 en el verano austral, en los meses de diciembre a febrero por aviones Twin Otter. Por lo general funciona cuando la pista de hielo marino de la base Mario Zucchelli no está disponible porque el hielo está derretido hasta mediados de febrero. El aeródromo fue creado para evitar usar los Twin Otter en el aeródromo Paso Browning, más alejado de la base Zucchelli.
La pista cuenta con un contenedor de 15 m², que no tiene camas. El aeródromo se conecta con la base Zucchelli mediante helicópteros o por vehículos terrestres.
En las alturas cercanas Italia tiene una estación meteorológica automática denominada Rita, a 268 m s. n. m.

## Puente aéreo de los Twin Otter
El transporte liviano de cargas y pasajeros entre las bases Mario Zucchelli, Dumont d'Urville y Concordia es realizado por aviones con esquíes Twin Otter desde fines de octubre hasta que las condiciones del hielo lo permitan en febrero. Uno o dos aviones soportan las investigaciones científicas transportando material y equipos principalmente hacia la base Concordia en el domo C. Pueden transportar una tonelada de mercancías o 6 pasajeros con su equipaje polar y su alcance es de menos de 1000 km. Estos aviones pertenecen a la compañía canadiense Kenn Borek Air y en temporada estival austral parten de su base en Calgary (Canadá) con piloto, copiloto y mecánico viajando a la Antártida en un viaje de dos semanas vía Punta Arenas en Chile. En el aeródromo de Punta Rothera cambian sus ruedas por esquíes y luego pasando por el aeródromo Jack F. Paulus en el polo sur alcanzan la base McMurdo antes de llegar a Zucchelli.
En los viajes entre la pista menor de Zucchelli y el aeródromo de Concordia (1165 km) los aviones hacen escala en el aeródromo Mid Point, ubicado a 532 km de Zucchelli. En caso de no estar disponibles ninguna de las pistas de hielo marino de Zucchelli, los aviones utilizan el aeródromo Lago Enigma o el aeródromo Paso Browning. Entre Zucchelli y el aeródromo D-10 de la base Robert Guillard (inmediata a Dumont d'Urville) los vuelos son de 1263 km, debiendo hacer escala de reabastecimiento en el campamento Domo Talos a 258 km de Zucchelli. Previamente se utilizó el aeródromo Sitry a 601 km de Zucchelli y a 653 km de S-10, pero debió abandonarse por los sastrugis. Entre S-10 y Concordia (1160 km) la escala se realiza en el aeródromo D-85 a 414 km de S-10.